# Gemelliporella aviculifera
Gemelliporella aviculifera är en mossdjursart som beskrevs av Osburn 1952. Gemelliporella aviculifera ingår i släktet Gemelliporella och familjen Gemelliporellidae. Inga underarter finns listade i Catalogue of Life.